# رودخانه نون، مراکش
رودخانه نون (انگلیسی: Noun River) یا وادی نون، رودخانه در مراکش است. این رودخانه در ۷۰ کیلومتری شمال رودخانه درعه قرار گرفته است و به سمت جنوب غرب جریان دارد. 